# Liste des titres musicaux numéro un en France en 1975
Cette page liste les singles classés n°1 des ventes de disques en France durant l'année 1975.

## Numéros un par semaine

### Classement des chansons
| Semaine | Sortie       | Artiste                          | Titre             |
| ------- | ------------ | -------------------------------- | ----------------- |
| 1       | 4 janvier    | Dave                             | Vanina            |
| 2       | 11 janvier   | Dave                             | Vanina            |
| 3       | 18 janvier   | Dave                             | Vanina            |
| 4       | 25 janvier   | Dave                             | Vanina            |
| 5       | 1er février  | Dave                             | Vanina            |
| 6       | 8 février    | Dave                             | Vanina            |
| 7       | 15 février   | Annie Cordy                      | La Bonne du curé  |
| 8       | 22 février   | Annie Cordy                      | La Bonne du curé  |
| 9       | 1er mars     | Annie Cordy                      | La Bonne du curé  |
| 10      | 8 mars       | Annie Cordy                      | La Bonne du curé  |
| 11      | 15 mars      | Annie Cordy                      | La Bonne du curé  |
| 12      | 22 mars      | Annie Cordy                      | La Bonne du curé  |
| 13      | 29 mars      | Annie Cordy                      | La Bonne du curé  |
| 14      | 5 avril      | Annie Cordy                      | La Bonne du curé  |
| 15      | 12 avril     | Annie Cordy                      | La Bonne du curé  |
| 16      | 19 avril     | Alain Barrière et Noëlle Cordier | Tu t'en vas       |
| 17      | 26 avril     | Alain Barrière et Noëlle Cordier | Tu t'en vas       |
| 18      | 3 mai        | Alain Barrière et Noëlle Cordier | Tu t'en vas       |
| 19      | 10 mai       | Alain Barrière et Noëlle Cordier | Tu t'en vas       |
| 20      | 17 mai       | Alain Barrière et Noëlle Cordier | Tu t'en vas       |
| 21      | 24 mai       | Mike Brant                       | Dis-lui           |
| 22      | 31 mai       | Mike Brant                       | Dis-lui           |
| 23      | 7 juin       | Mike Brant                       | Dis-lui           |
| 24      | 14 juin      | Mike Brant                       | Dis-lui           |
| 25      | 21 juin      | Mike Brant                       | Dis-lui           |
| 26      | 28 juin      | Mike Brant                       | Dis-lui           |
| 27      | 5 juillet    | Joe Dassin                       | L'Été indien      |
| 28      | 12 juillet   | Joe Dassin                       | L'Été indien      |
| 29      | 19 juillet   | Joe Dassin                       | L'Été indien      |
| 30      | 26 juillet   | Joe Dassin                       | L'Été indien      |
| 31      | 2 août       | Joe Dassin                       | L'Été indien      |
| 32      | 9 août       | Joe Dassin                       | L'Été indien      |
| 33      | 16 août      | Joe Dassin                       | L'Été indien      |
| 34      | 23 août      | Joe Dassin                       | L'Été indien      |
| 35      | 30 août      | Joe Dassin                       | L'Été indien      |
| 36      | 6 septembre  | Joe Dassin                       | L'Été indien      |
| 37      | 13 septembre | Chocolat's                       | Brasilia Carnaval |
| 38      | 20 septembre | Chocolat's                       | Brasilia Carnaval |
| 39      | 27 septembre | Coluche                          | Le Schmilblick    |
| 40      | 4 octobre    | Coluche                          | Le Schmilblick    |
| 41      | 11 octobre   | Coluche                          | Le Schmilblick    |
| 42      | 18 octobre   | Coluche                          | Le Schmilblick    |
| 43      | 25 octobre   | Jean-Claude Borelly              | Dolannes mélodie  |
| 44      | 1er novembre | Jean-Claude Borelly              | Dolannes mélodie  |
| 45      | 8 novembre   | Jean-Claude Borelly              | Dolannes mélodie  |
| 46      | 15 novembre  | Jean-Claude Borelly              | Dolannes mélodie  |
| 47      | 22 novembre  | Jean-Claude Borelly              | Dolannes mélodie  |
| 48      | 29 novembre  | Michel Sardou                    | Le France         |
| 49      | 6 décembre   | Michel Sardou                    | Le France         |
| 50      | 13 décembre  | Michel Sardou                    | Le France         |
| 51      | 20 décembre  | Michel Sardou                    | Le France         |
| 52      | 27 décembre  | Michel Sardou                    | Le France         |